# Adolphe-Félix Cals

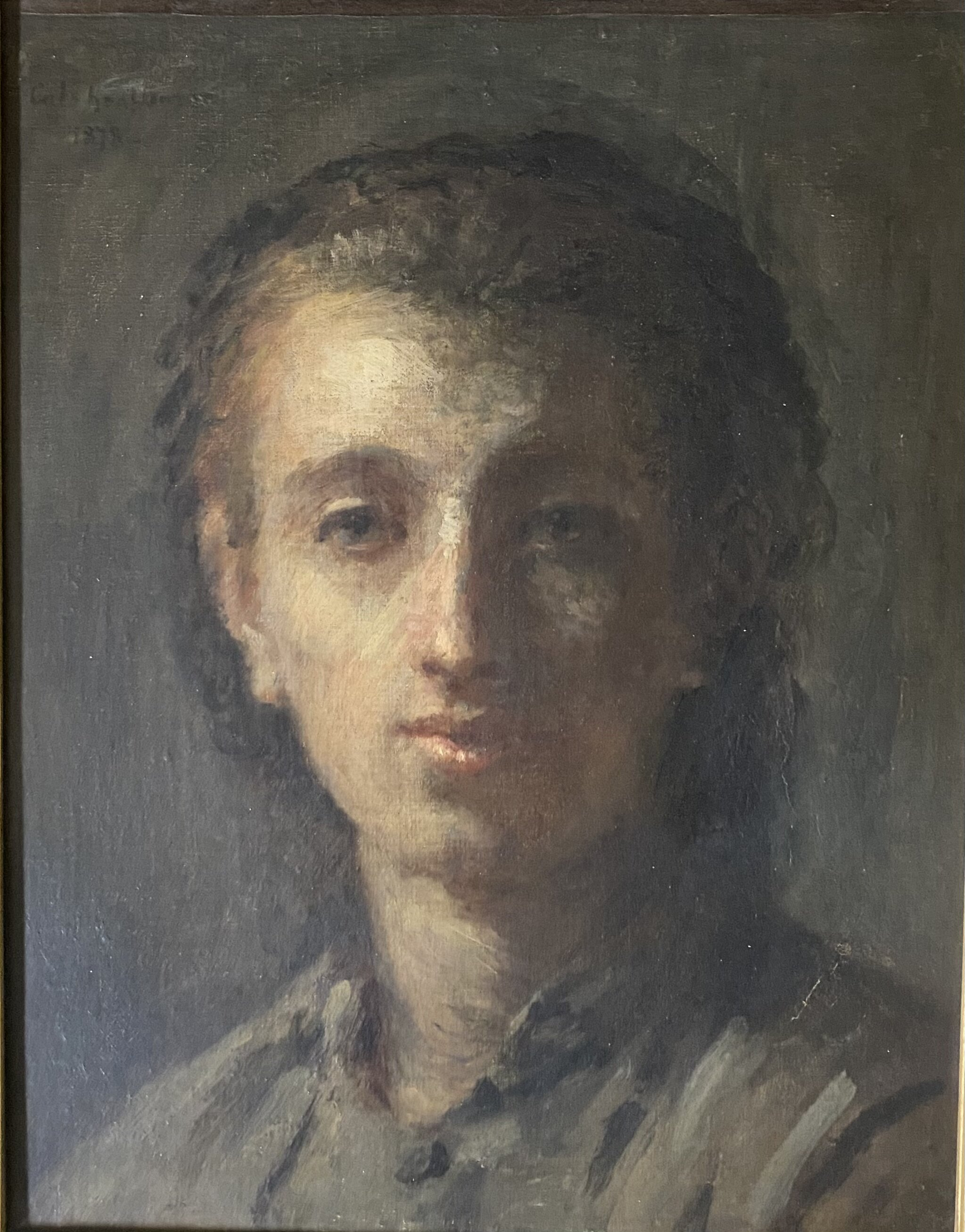
Adolphe-Félix Cals, Portrait de jeune femme, 1878, huile sur toile,, Honfleur, musée Eugène Boudin, inv. D.923.1.1.

Adolphe-Félix Cals, né le 17 octobre 1810 à Paris et mort le 3 octobre 1880 à Honfleur, est un peintre et graveur français.
Sa vie est décrite en détail dans l'ouvrage d'Arsène Alexandre de 1900 intitulé A.-F. Cals ou le bonheur de peindre.

## Biographie
Issue d'un milieu modeste, Adolphe-Félix Cals trouve la sérénité dans la peinture. De santé fragile, ses parents le mettent en formation chez le graveur Jean-Louis Anselin, et à la mort de celui-ci, en 1823, il entre chez Nicolas Ponce, puis enfin chez Jean Bosq qui lui enseigne la gravure au burin. Il se dirige vers la peinture dans l'atelier de Léon Cogniet en 1828. Ce dernier, peintre néo-classique, appréciant peu ceux qu'on appellera les impressionnistes, Cals reste peu de temps dans ces relations tendues et quitte l'atelier. À partir de 1835, il expose régulièrement au Salon des portraits et des paysages. Avant 1841, il épouse Ermance Canelle de Provisy, qu'il avait rencontrée dans l'atelier de Léon Cogniet, dont il fit plusieurs portraits (huiles, dessins) ; ils auront une fille, Marie. En 1860, le marchand de tableaux de la rue Laffitte, Pierre-Firmin Martin, dit « le père Martin » apprécie sa peinture, Cals réalise d'ailleurs des portraits de Martin et de sa femme. Alors commence une autre période de sa carrière. Il lui fait vendre quelques tableaux et lui présente le comte Doria, qui l'invite dans son château d'Orrouy. De 1869 à 1870, il peint des paysages du Valois, des intérieurs, des études de femmes, des portraits acquis par les amis du comte.
C'est à Cals, que les amis de Johan Barthold Jongkind confient l'argent qu'ils ont récupéré pour faire venir ce peintre hollandais à Paris, alors qu'il est sans le sou et plongé dans un alcoolisme profond. De 1868 à 1870, il expose au Salon.
En 1863, il expose au Salon des refusés aux côtés de Claude Monet, Edgar Degas et Camille Pissarro. Influencé par Jean-Baptiste Camille Corot et Jongkind, il travaille dans des tonalités plus grisées, moins fauves, se rapprochant davantage des impressionnistes sans toutefois adopter leur technique, ni ce « mauve-violet dont certains peintres inondent leurs tableaux » fait remarquer Victor Jannesson, dans un ouvrage sur Cals daté de 1913.
Partagé entre Paris et Honfleur depuis 1871, il se décide enfin à s'installer, en 1873, dans ce port normand où séjournent de nombreux peintres. Ami de Jongkind, il fréquente les peintres pensionnaires de la ferme Saint-Siméon et peint même la ferme sur le motif.
Installé avec sa fille Marie à Honfleur pendant les dix dernières années de sa vie, Cals peint alors le port, la mer et les métiers de la mer ; une peinture grave, forte et très humaine. L'âme des modèles transparaît dans ses portraits d'une sensibilité extrême. Peintre de l'École de Honfleur.

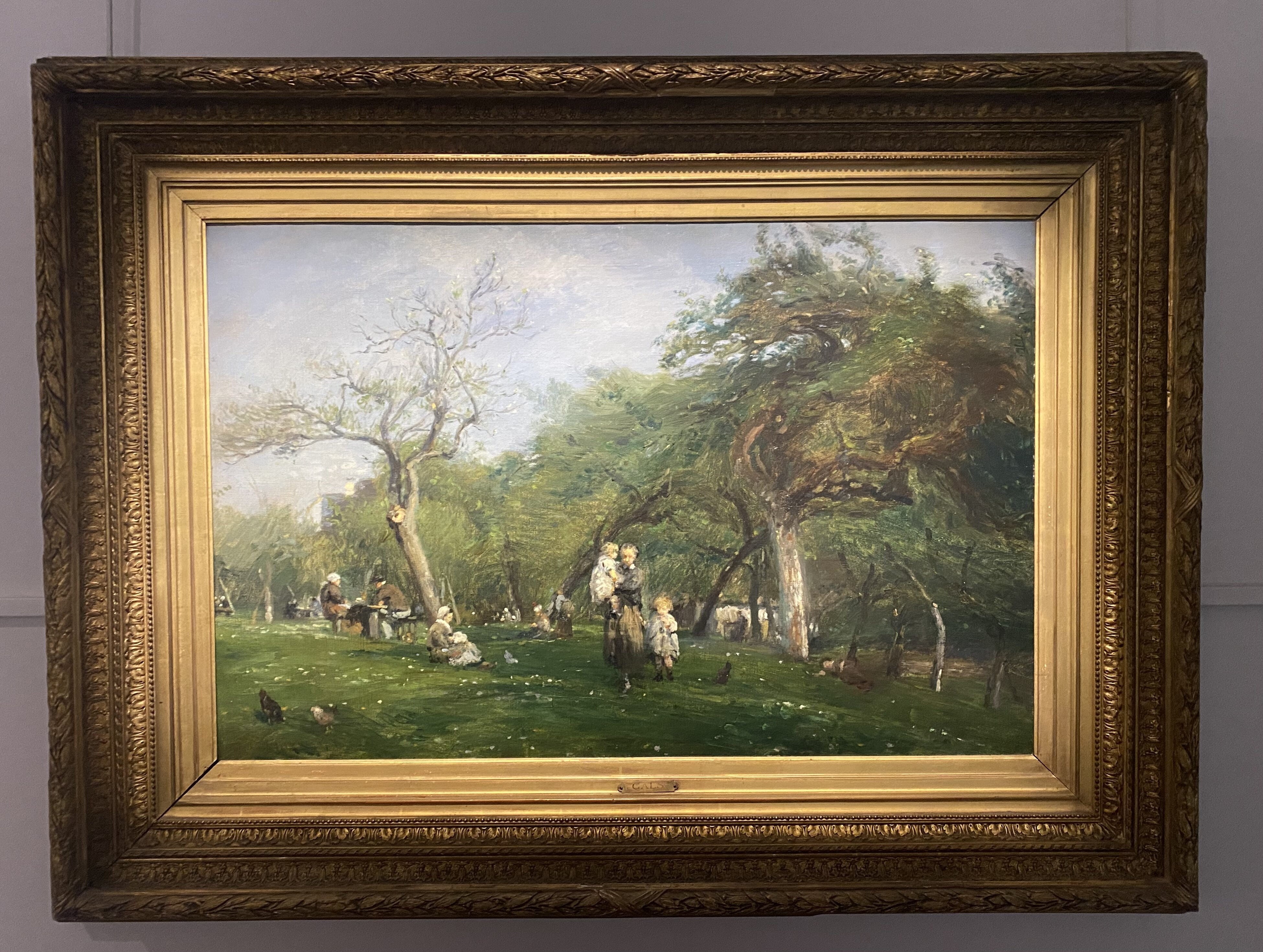
Adolphe-Félix Cals, Un dimanche à Saint-Siméon, 1876, huile sur toile,, Honfleur, musée Eugène Boudin, inv. 2005.22.1.

À l'invitation de Monet, il participe à la Première exposition des peintres impressionnistes, en 1874, en 1876, puis 1877 et 1881 (exposition hommage).
Il est plus âgé que cette nouvelle génération de peintres, et certains, comme Georges Pillement, le considèrent, depuis quelques décennies, comme un des précurseurs de l'impressionnisme.
Il a beaucoup peint à Montmartre où il eut peut-être un atelier entre 1845 et 1859. Au Salon de 1853, il était domicilié au no 6 bis, rue Saint-Jean. Tout en habitant à Honfleur, il avait gardé son appartement du boulevard de Rochechouart à Paris.
Il est inhumé au cimetière Sainte-Catherine à Honfleur.

## Collections publiques
- Caen, musée des Beaux-Arts :
  - Vue du Havre. Paysage normand.

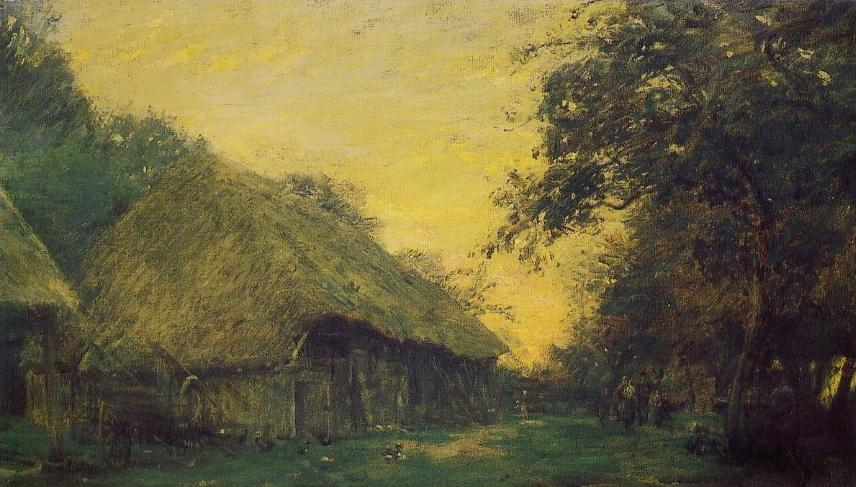
Soleil couchant à Honfleur (1875), Paris, musée d'Orsay.

- Cherbourg-en-Cotentin, musée Thomas Henry :
  - La Sainte Conversation, d'après Titien, 1872, huile sur toile, 31 × 37 cm.
- Deauville (Les Franciscaines), collection Peindre en Normandie :
  - Coucher de soleil à Honfleur, vers 1875, huile sur toile, 22,5 × 41,5 cm, inv. D. 2020.1.65.
  - Portrait d'enfant, 1876, huile sur toile, 46,2 × 54,8 cm, inv. D. 2020.1.67.
  - La Honfleuraise, 1877, huile sur toile, 38,5 × 32,5 cm, inv. PN 2008.3.1.
  - La fileuse d'étoupe ou Vieille femme démêlant de l'étoupe, 1877, huile sur toile, 45 × 32,2 cm, inv. D. 2020.1.61.
  - La Lettre, 1877, huile sur toile, 38,5 × 32,5 cm, inv. D. 2020.1.114.

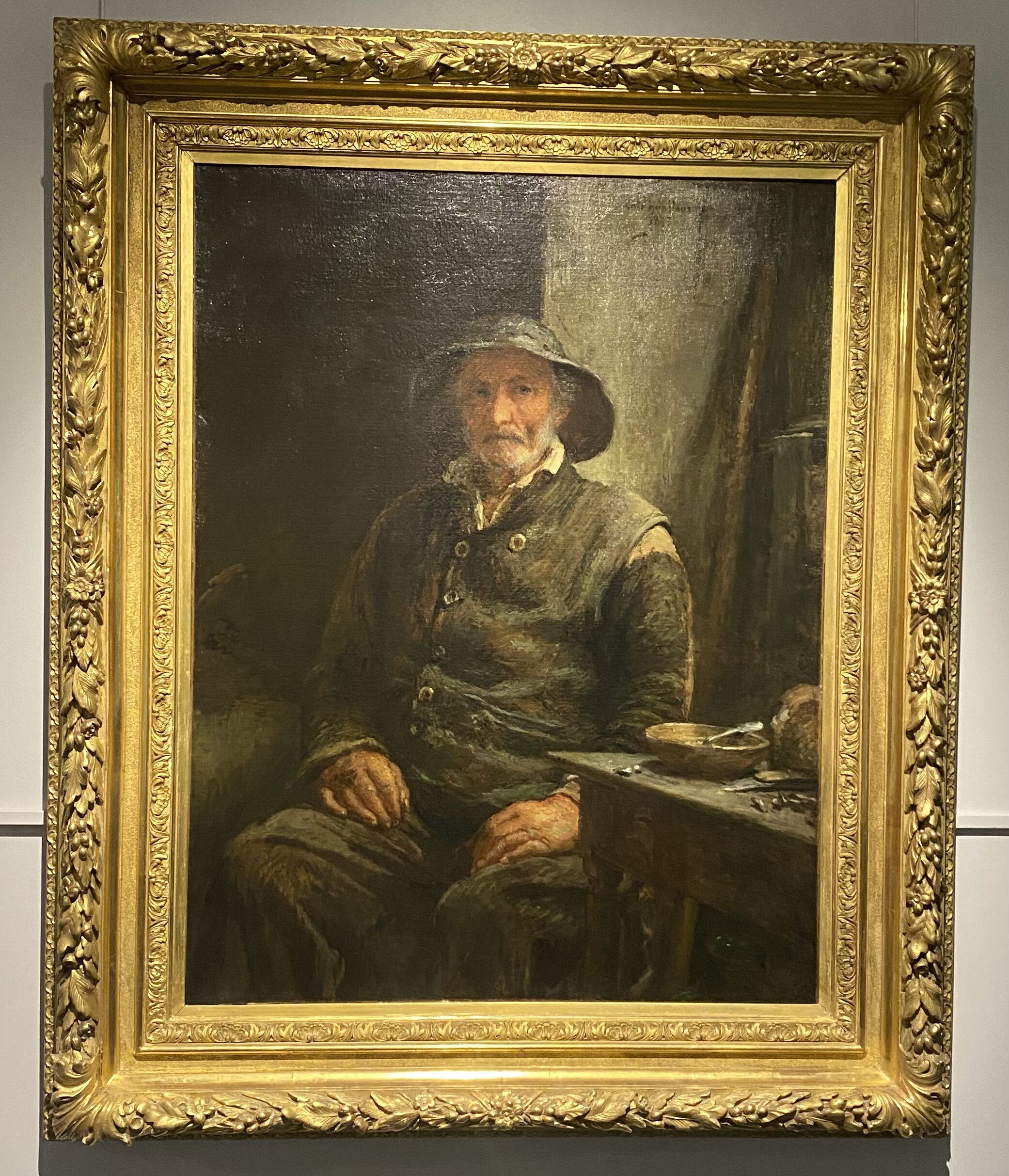
Adolphe-Félix Cals, Le Vieux pêcheur, 1873, huile sur toile,, Honfleur, musée Eugène Boudin. inv. 2018.5.1. (exposé pour la Première Exposition impressionniste, 1874)

  - Adolphe-Félix Cals, Honfleur, Vieille cour, 1876, huile sur toile, 65 × 43,5 cm, Honfleur, musée Eugène Boudin, inv. 997.4.1.Adolphe-Félix Cals, Le Vieux pêcheur, 1873, huile sur toile, 116,5 × 89 cm, Honfleur, musée Eugène Boudin. inv. 2018.5.1. (exposé pour la Première Exposition impressionniste, 1874)Honfleur, Saint-Siméon ou La grande cour, 1879, huile sur toile, 35 × 54 cm, inv. D. 2020.1.24.
- Dijon, musée des Beaux-Arts :

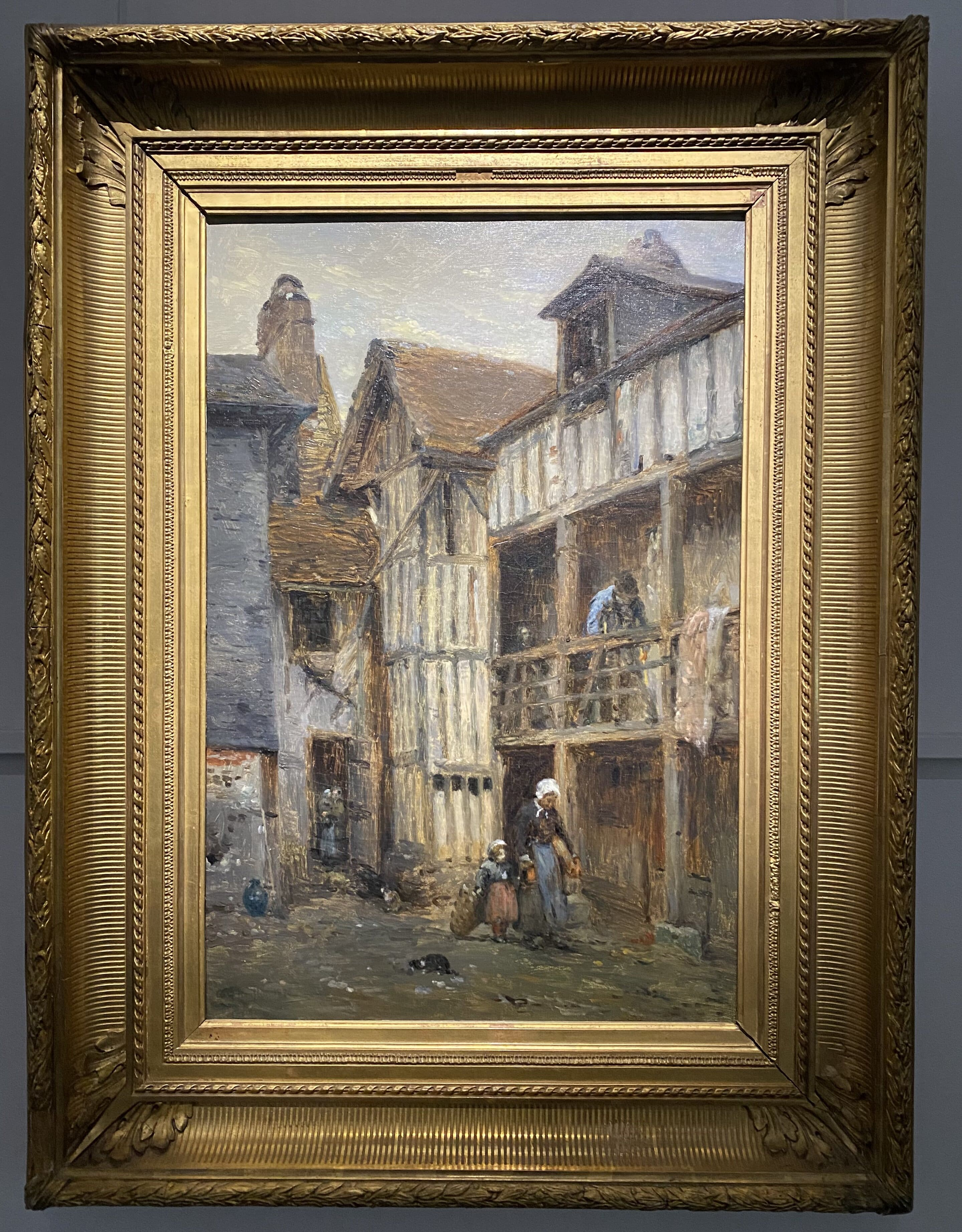
Adolphe-Félix Cals, Honfleur, Vieille cour, 1876, huile sur toile,, Honfleur, musée Eugène Boudin, inv. 997.4.1.

  - Soleil dans la brume, 1865, huile sur papier marouflé sur panneau parqueté, 14,8 × 19,4 cm[6]
  - Couple de promeneurs, 1867, huile sur toile, 32 × 24 cm, inv. BR 13.
  - Portrait de jeune fille, 1874, huile sur toile, 38,2 × 32,8 cm[7]
  - La Raccommodeuse de filet, fin XIXe siècle, huile sur toile, 35,5 × 26,8 cm, inv. DG 806[8].
  - La Lecture à la chandelle, huile sur carton marouflé sur toile, 20,5 × 20,5 cm[9]
- Évreux, musée d'Évreux :
  - Vieille femme et enfant, 1845, huile sur toile, signée et datée en haut à gauche, 28,1 × 20 cm.
- Honfleur, musée Eugène Boudin :
  - Tête de mort ou Vanité, 1852, huile sur toile ovale, 53,5 × 47,5 cm, inv. 996.10.1.
  - Le Vieux pêcheur, 1873, huile sur toile, 116,5 × 89 cm, inv. 2018.5.1. (exposé pour la Première Exposition impressionniste)
  - Nature morte à la raie, 1873, huile sur toile, 37,5 × 61,5 cm, inv. 992.12.1.
  - Composition aux poissons, vue sur la mer, 1873, huile sur toile, 20 × 37 cm, inv. 999.13.1.
  - Le Déjeuner à Honfleur à Saint-Siméon, 1875, huile sur toile, 45,5 × 54 cm, inv. D. 991.1.1. (dépôt du musée d'Orsay)
  - Un dimanche à Saint-Siméon, 1876, huile sur toile, 55,4 × 83,5 cm, inv. 2005.22.1.
  - Vieille cour, 1876, huile sur toile, 65 × 43,5 cm, inv. 997.4.1.
- Magny-les-Hameaux, musée national de Port-Royal des Champs :
  - Christ d'après Philippe de Champaigne, 1866, huile sur toile, 12 × 34,5 cm.
- Paris, musée d'Orsay :
  - Soleil couchant à Honfleur, 1873, huile sur toile, 36 × 60 cm[10]
  - Pêcheur, 1874, huile sur toile, 26 x 31 cm (inv. MNR 627, en dépôt au musée Boudin d'Honfleur)[11]
  - Femme et enfant dans un verger, 1875, huile sur toile, 31 × 37 cm[12]
- Constantine, Musée national Cirta :
  - Bouquet de fleurs
- Reims, musée des Beaux-Arts :
  - Têtes de jeunes filles, huile sur toile, 1874, 38 x 33,8 cm[13]
  - Paysage, huile sur toile, 1857, 14,4 x 25,6 cm[14]

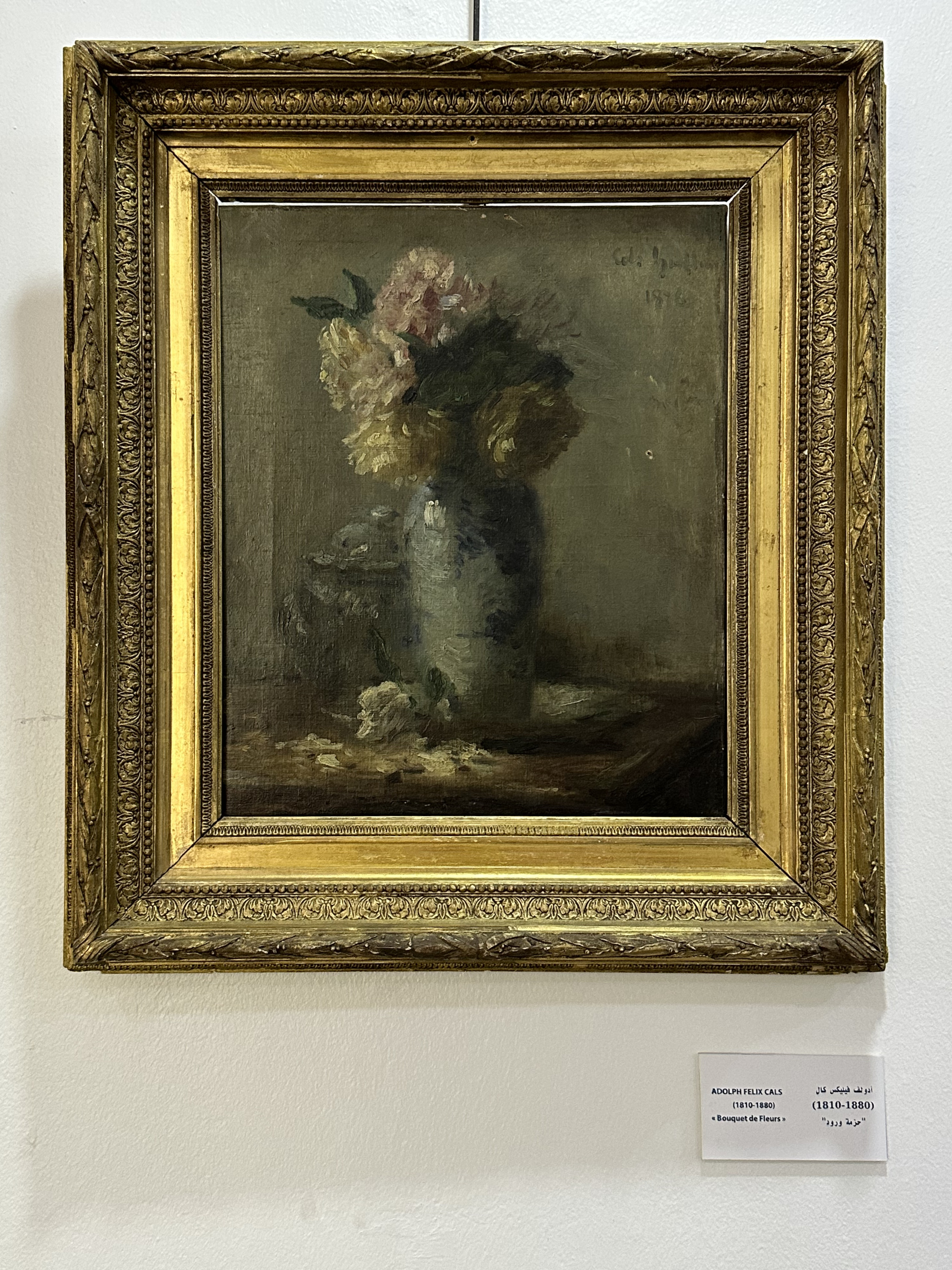
Bouquet de fleurs, exposé au Musée national Cirta à Constantine, Algérie.